# Viuf Sogn
Viuf Sogn er et sogn i Kolding Provsti (Haderslev Stift).
I 1800-tallet var Viuf Sogn anneks til Almind Sogn. Begge sogne hørte til Brusk Herred i Vejle Amt. Trods annekteringen var Almind og Viuf to selvstændige sognekommuner. Ved kommunalreformen i 1970 blev de begge indlemmet i Kolding Kommune.
I Viuf Sogn ligger Viuf Kirke.
I sognet findes følgende autoriserede stednavne:
- Barbrekær (areal)
- Blåkærskov (bebyggelse)
- Elisabethsminde (landbrugsejendom)
- Nielsensminde (landbrugsejendom)
- Nørremark (bebyggelse)
- Vestermark (bebyggelse)
- Viuf (bebyggelse, ejerlav)
- Østermark (bebyggelse)